# Zemplínská šírava
Zemplínska šírava je přehrada a známá rekreační oblast v okrese Michalovce v Košickém kraji. Je to třetí největší vodní plocha na Slovensku a má rozlohu 33 km², délku 11 km a šířku 3,5 km. Průměrná hloubka je 9,5 m, maximální pak 14 m. Část území je chráněna jako stejnojmenný chráněný areál.

## Vodní režim
Byla postavena v letech 1961 až 1965 a leží nedaleko města Michalovce. Nádrž byla vytvořena hrázemi dlouhými 7346 m a napájí ji převážně řeka Laborec prostřednictvím přivaděče Šíravského kanálu. Vodu odvádí tzv. Zalužický kanál zpět do Laborce a z přehrady též vytéká Čierna voda. Okolí přehrady patří k nejteplejším oblastem na Slovensku.

## Znečištění
Přehradu kontaminovaly polychlorované bifenyly, které se vyráběly v nedalekém Chemku Strážske do roku 1984. Z kontaminovaného odpadového kanálu Chemka se chemikálie uvolňují do řeky Laborec a následně do Zemplínské šíravy.

## Chráněné území
Část území chráněna jako stejnojmenný chráněný areál Zemplínska šírava. Nachází se v katastrálním území města Michalovce a obcí Kaluža, Hnojné, Klokočov, Zalužice, Kusín, Lúčky, Vinné a Jovsa v okrese Michalovce v Košickém kraji. Území bylo vyhlášeno či novelizováno v letech 1968, 1983 na rozloze 622,4876 ha. Rozloha ochranného pásma byla stanovena na 2 037,7532 ha.